# Ecofont
L'Ecofont è un font sviluppato dalla SPRANQ nei Paesi Bassi e consente, grazie al fatto di essere "bucherellato" di poter risparmiare oltre il 15% di inchiostro.
Il font è basato su Vera Sans ed è disponibile in formato TrueType e quindi è utilizzabile su tutti i sistemi operativi che supportano tale formato (GNU/Linux, Windows, macOS, BSD eccetera).

## Il dibattito
Secondo alcuni esperti, l'Eco Font Vera Sans non consentirebbe di risparmiare inchiostro quanto il Century Gothic, tuttavia Eco Font garantisce anche un maggior risparmio di carta.